# خوسيه أوسكار أغيلار غونزاليس
خوسيه أوسكار أغيلار غونزاليس (بالإسبانية: José Óscar Aguilar González)‏ هو سياسي مكسيكي، ولد في 27 ديسمبر 1957 في ولاية بويبلا في المكسيك. حزبياً، نشط في الحزب الثوري المؤسساتي. وقد انتخب عضو مجلس النواب المكسيك.